# Movimiento browniano

Simulación del movimiento browniano que realiza una partícula de polvo que colisiona con un gran conjunto de partículas de menor tamaño (moléculas de gas) las cuales se mueven con diferentes velocidades en direcciones aleatorias

Simulación del movimiento browniano de 5 partículas (amarillas) que colisionan con un gran conjunto de 800 partículas. Las partículas amarillas dejan 5 rastros azules de movimiento aleatorio y uno de ellos tiene un vector de velocidad rojo.

Tres vistas diferentes del movimiento browniano, con 32 pasos, 256 pasos y 2048 pasos marcados con colores más claros progresivamente

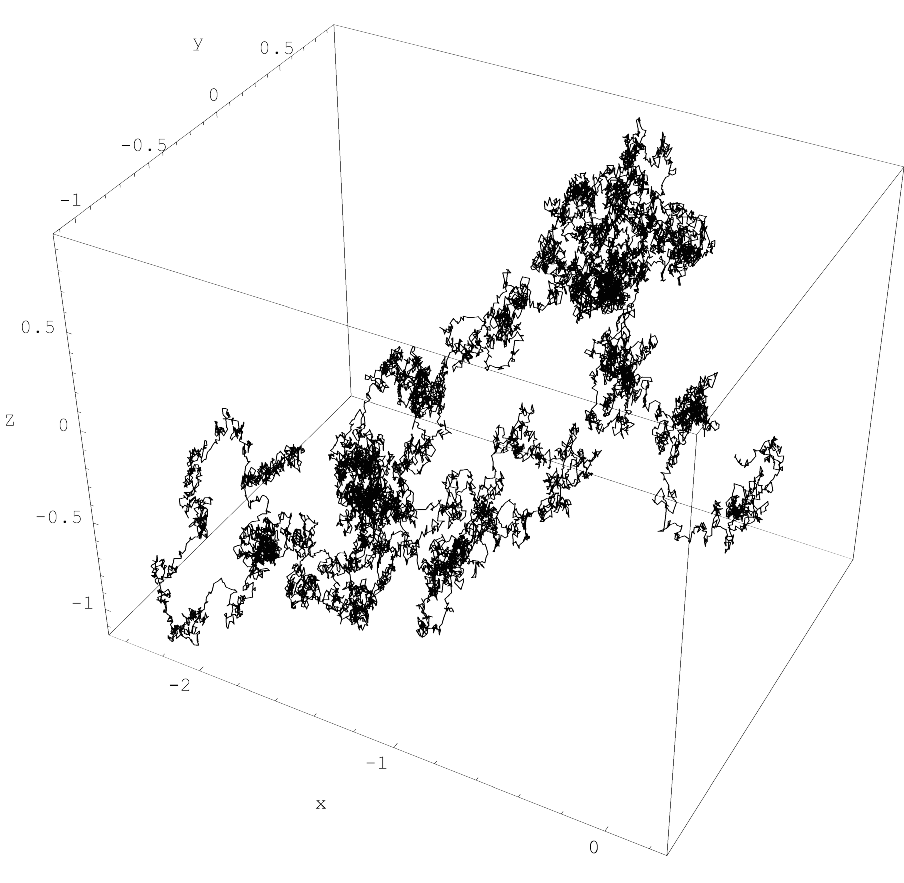
Una simple realización de un movimiento browniano tridimensional para tiempos 0 ≤ t ≤ 2

El movimiento browniano es el movimiento aleatorio que se observa en las partículas que se hallan en un medio fluido (líquido o gas), como resultado de choques contra las moléculas de dicho fluido.
Este fenómeno de transporte recibe su nombre en honor al escocés Robert Brown, biólogo y botánico. En 1827, mientras miraba a través de un microscopio a las partículas atrapadas en las cavidades dentro de un grano de polen en el agua, señaló que las partículas se movían a través del líquido; pero no fue capaz de determinar los mecanismos que provocaron este movimiento. Los átomos y las moléculas habían sido teorizadas como componentes de la materia, y Albert Einstein publicó un artículo en 1905, considerado por él como el Annus Mirabilis ("año maravilloso", en latín) donde explicó con todo detalle cómo el movimiento que Brown había observado era el resultado de las micropartículas siendo movidas por moléculas de agua individuales. Esta explicación sirvió como prueba convincente de que existen los átomos y moléculas, y fue verificado experimentalmente por Jean Perrin en 1908. Perrin fue galardonado con el Premio Nobel de Física en 1926 por su trabajo sobre la estructura discontinua de la materia (Einstein había recibido el premio cinco años antes por sus servicios a la física teórica con especial mención a la ley del efecto fotoeléctrico). La dirección de la fuerza de bombardeo atómico está cambiando constantemente y, en cada momento, la partícula es golpeada más en un lado que en otro, lo que lleva a la naturaleza aleatoria del movimiento.
El movimiento browniano se encuentra entre los procesos estocásticos más simples, y es afín a otros dos procesos estocásticos más simples y complejos: el camino aleatorio y el teorema de Donsker. Esta universalidad está estrechamente relacionada con la universalidad de la distribución normal. En ambos casos, a menudo es la conveniencia matemática, más que exactitud de los modelos, lo que lleva al uso de la distribución normal.
Tanto la difusión como la ósmosis se basan en el movimiento browniano.

## Historia

Reproducido del libro de Jean Baptiste Perrin, Les Atomes, tres rastros del movimiento de partículas coloidales de radio 0.53 µm como se ve en el microscopio, se muestran. Las posiciones sucesivas cada 30 segundos se unen mediante segmentos de línea recta (el tamaño de la malla es de 3,2 µm).

El poema científico Sobre la Naturaleza de las cosas, del romano Lucrecio (60 a. C.), incluye la notable descripción del movimiento browniano de partículas de polvo desde los versos 113 hasta el 140. El autor presentó este hecho como prueba de la existencia de los átomos: 

Observa lo que acontece cuando rayos de sol son admitidos dentro de un edificio y cómo arroja la luz sobre los lugares oscuros. Puedes ver la multitud de pequeñas partículas moviéndose en un sinnúmero de caminos... su baile es un indicio de movimientos subyacentes de materia escondidos de nuestra vista... eso origina el movimiento de los átomos en sí mismos (p. ej., espontáneamente). Entonces los pequeños organismos que son eliminados del impulso de los átomos son puestos en marcha por golpes invisibles y a su vez en contra de unos diminutos cañones. Así, el movimiento de los átomos emerge gradualmente de un nivel del sentido, que estos cuerpos están en movimiento como vemos en el rayo de sol, movidos por soplos que parecen invisibles.
Sobre la naturaleza de las cosas, Lucrecio

Jan Ingenhousz describió el movimiento irregular de partículas de carbón pulverizadas en la superficie del alcohol en 1785. No obstante, el descubrimiento del movimiento browniano se atribuye tradicionalmente al botánico Robert Brown en 1827. Se cree que Brown estuvo estudiando al microscopio partículas de polen de la planta Clarkia pulchella flotando en el agua. Dentro de las vacuolas de los granos de polen observó diminutas partículas con movimientos nerviosos. Al repetir el experimento con partículas de polvo, concluyó que el movimiento no se debía a que las partículas de polen estuvieran "vivas", aunque no explicó el origen del movimiento.
El primero en describir matemáticamente el movimiento browniano fue Thorvald N. Thiele en 1880, en un documento sobre el método de los mínimos cuadrados. Fue seguido independientemente por Louis Bachelier en 1900, en su tesis doctoral La teoría de la especulación, en la que se presenta un análisis estocástico de acción y opción de mercados. El modelo del movimiento browniano de las acciones de mercado es citado frecuentemente, pero Benoit Mandelbrot rechazó su aplicación al movimiento de los precios de las acciones, en parte porque son discontinuos.
Sin embargo, fue el estudio independiente de Albert Einstein en su artículo de 1905 (Über die von der molekularischen Theorie der Wärme geforderte Bewegung von in ruhenden Flüssigkeiten suspendierten Teilchen / Sobre el movimiento postulado por la teoría cinética molecular del calor de pequeñas partículas suspendidas en un líquido estacionario) en el que mostró la solución a los físicos, como una forma indirecta de confirmar la existencia de átomos y moléculas. 
En esa época la naturaleza atómica de la materia aún era una idea controvertida. Einstein y Marian Smoluchowski dedujeron que, si los componentes de la ecuación de flujos incomprensibles del principio de Bernoulli era correcto, entonces las moléculas de agua tendrían movimientos aleatorios. Por lo tanto, las partículas pequeñas podrían recibir un número aleatorio de impactos, de fuerza aleatoria y de direcciones aleatorias, en cortos períodos de tiempo. Este bombardeo aleatorio por las moléculas del fluido podría ser suficiente para que las partículas pequeñas se moviesen de la manera exacta que Brown había descrito. Theodor Svedberg hizo importantes demostraciones del movimiento browniano en coloides, así como Felix Ehrenhaft lo hizo con partículas de plata en la atmósfera terrestre. Jean Perrin también realizó experimentos para verificar los modelos matemáticos, y al publicar sus resultados finales se puso fin a dos mil años de disputa sobre la realidad de las moléculas y los átomos.

## Teoría de Einstein
Hay dos partes en la teoría de Albert Einstein: la primera parte consiste en la formulación de una ecuación de difusión de partículas brownianas, en el que el coeficiente de difusión está relacionada con el desplazamiento cuadrático medio de una partícula browniana, mientras que la segunda parte relaciona el coeficiente de difusión de las magnitudes físicas medibles. De esta manera Einstein fue capaz de determinar el tamaño de los átomos, y el número de átomos que hay en un mol, o el peso molecular (en gramos), de un gas. De acuerdo con la ley de Avogadro, este volumen es el mismo para todos los gases ideales, que es 22,414 litros a temperatura y presión estándar. El número de átomos contenidos en este volumen se conoce como número de Avogadro, y la determinación de este número es equivalente al conocimiento de la masa de un átomo, dado que esta última se obtiene dividiendo la masa de un mol de gas por el número de Avogadro.

Las curvas características en forma de campana de la difusión de partículas brownianas. La distribución comienza como una función delta de Dirac, lo que indica que todas las partículas se encuentran en el origen con tiempo t = 0, y por el aumento de los tiempos se vuelven cada vez más y más planos hasta que se convierte en la distribución uniforme en el límite de tiempo asintótico.

La primera parte del razonamiento de Einstein fue determinar cuánto viaja una partícula browniana en un intervalo de tiempo dado. Una partícula browniana sufre del orden de 1014  colisiones por segundo. Esto llevó a considerar a Einstein el movimiento colectivo de las partículas brownianas.
Consideró el incremento en la coordenada x de la partícula como una variable aleatoria (x o {\displaystyle \Delta }, en virtud de la transformación de coordenadas que lleva el origen a la posición inicial de la partícula), con función de densidad de probabilidad {\displaystyle \phi (\Delta )}. Además, suponiendo conservación del número de partículas, desarrolló la densidad (número de partículas por unidad de volumen) en serie de Taylor:
{\displaystyle {\begin{aligned}\rho (x,t+\tau )&=\rho (x,t)+\tau {\frac {\partial \rho (x)}{\partial t}}+\dots \\&=\int _{-\infty }^{+\infty }\rho (x+\Delta ,t)\cdot \phi (\Delta )\,\mathrm {d} \Delta \\&=\rho (x,t)\cdot \int _{-\infty }^{+\infty }\phi (\Delta )\,d\Delta +{\frac {\partial \rho }{\partial x}}\cdot \int _{-\infty }^{+\infty }\Delta \cdot \phi (\Delta )\,\mathrm {d} \Delta \\&+{\frac {\partial ^{2}\rho }{\partial x^{2}}}\cdot \int _{-\infty }^{+\infty }{\frac {\Delta ^{2}}{2}}\cdot \phi (\Delta )\,\mathrm {d} \Delta +\dots \\\end{aligned}}}
En la última expresión la primera integral es 1 por la normalización de la probabilidad y la segunda integral (y todas las de la misma forma en las que {\displaystyle \Delta } esté elevada a un exponente impar) se anula por la simetría de {\displaystyle \phi (\Delta )}. Queda entonces
{\displaystyle {\begin{aligned}\rho (x,t)+\tau {\frac {\partial \rho (x)}{\partial t}}+\dots &=\rho (x,t)\cdot 1+{\frac {\partial ^{2}\rho }{\partial x^{2}}}\cdot \int _{-\infty }^{+\infty }{\frac {\Delta ^{2}}{2}}\cdot \phi (\Delta )\,\mathrm {d} \Delta +\dots \\\end{aligned}}}
De la comparación de términos se obtiene la siguiente relación:
{\displaystyle {\frac {\partial \rho }{\partial t}}={\frac {\partial ^{2}\rho }{\partial x^{2}}}\cdot \int _{-\infty }^{+\infty }{\frac {\Delta ^{2}}{2\,\tau }}\cdot \phi (\Delta )\,\mathrm {d} \Delta +\mathrm {momentos\;pares\;de\;orden\;mayor\;que\;dos} .}
Se puede demostrar que cuando {\displaystyle \Delta } y {\displaystyle \tau } tienden a 0 el cociente {\displaystyle \Delta ^{2}/\tau } que hay en la última integral tiende a un límite, lo que permite definir el coeficiente de difusión D :
{\displaystyle D=\lim _{\Delta ,\tau \rightarrow 0}\int _{-\infty }^{+\infty }{\frac {\Delta ^{2}}{2\,\tau }}\cdot \phi (\Delta )\,\mathrm {d} \Delta .}
La densidad {\displaystyle \rho (x,t)} de las partículas brownianas satisface la ecuación de difusión:
{\displaystyle {\frac {\partial \rho }{\partial t}}=D{\frac {\partial ^{2}\rho }{\partial x^{2}}}.}
Suponiendo que N partículas empiezan desde el origen en el tiempo inicial t = 0, la ecuación de difusión tiene la solución
{\displaystyle \rho (x,t)={\frac {N}{\sqrt {4\pi Dt}}}e^{-{\frac {x^{2}}{4Dt}}},}
que es una distribución normal de media {\displaystyle \mu =0} y varianza {\displaystyle \sigma ^{2}=2Dt}.  La varianza es el desplazamiento cuadrático medio, {\displaystyle \sigma ^{2}={\overline {x^{2}}}=2\,D\,t}. Al tomar su raíz cuadrada se observa que el desplazamiento de una partícula browniana no es proporcional al tiempo transcurrido, sino a la raíz cuadrada del tiempo. Al hacer este tipo de afirmaciones sobre una partícula a partir del comportamiento de una colectividad de partículas se está haciendo un pequeño salto conceptual que puede justificarse.
La segunda parte de la teoría de Einstein se refiere a la constante de difusión en cantidades físicamente medibles, tales como la media al cuadrado de desplazamiento de una partícula en un intervalo de tiempo dado. Este resultado permite la determinación experimental del número de Avogadro y por lo tanto el tamaño de las moléculas. Einstein analizó un equilibrio dinámico que se establece entre fuerzas opuestas. La belleza de su argumento es que el resultado final no depende de que las fuerzas están involucradas en el establecimiento del equilibrio dinámico.
En su tratamiento original, Einstein consideraba un experimento de presión osmótica, pero a la misma conclusión se puede llegar de otra manera.
Consideremos, por ejemplo, partículas en suspensión en un fluido viscoso en un campo gravitatorio. La gravedad tiende a hacer que las partículas se depositen, mientras que la difusión actúa para homogeneizarlos, conduciéndolos a regiones de menor concentración. Bajo la acción de la gravedad, una partícula adquiere una velocidad descendente de  v  = μmg , donde  M  es la masa de la partícula,  g  es la aceleración debida a la gravedad y μ es la movilidad de la partícula en el fluido. George Stokes había demostrado que la movilidad de una partícula esférica con radio  R  es {\displaystyle \mu ={\tfrac {1}{6\pi \eta r}}}, donde η es la viscosidad dinámica del fluido. En un estado de equilibrio dinámico, las partículas se distribuyen de acuerdo a la distribución barométrica
{\displaystyle \rho =\rho _{0}e^{-{\frac {mgh}{k_{B}T}}},}
Donde ρ-ρ0 es la diferencia en la densidad de las partículas separadas por un desnivel de  h , kB es la constante de Boltzmann (es decir, la relación de la constante universal de los gases , R, con el número de Avogadro,  N ), y  T  es la temperatura absoluta. Es el número de Avogadro lo que se va a determinar.

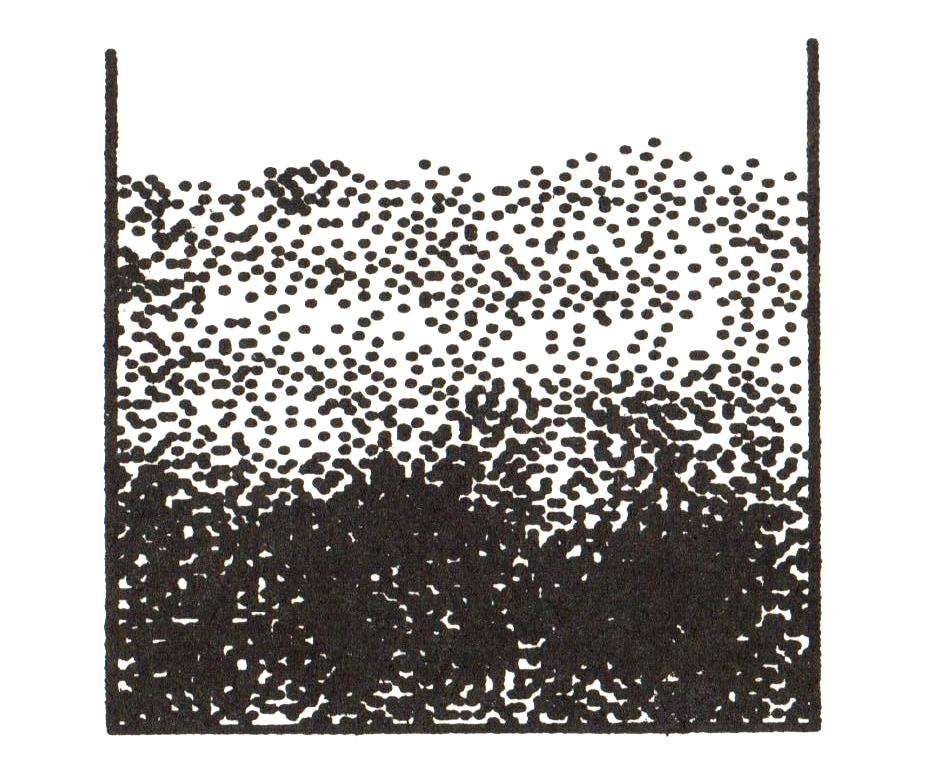
La distribución de equilibrio para las partículas de gamboge muestra la tendencia de los gránulos a que se muevan a las regiones de menor concentración cuando se ven afectados por la gravedad.

Se establece el equilibrio dinámico, porque cuanto más se tiran hacia abajo las partículas por la gravedad, mayor es la tendencia a que las partículas migren a regiones de menor concentración. El flujo está dada por las leyes de Fick,
{\displaystyle J=-D{\frac {d\rho }{dh}},}
donde J = ρv. Aplicando la fórmula para ρ, encontramos que
{\displaystyle v={\frac {Dmg}{k_{B}T}}.}
En un estado de equilibrio dinámico, esta velocidad debe ser también igual a  v  = μmg . Nótese que ambas expresiones para  V  son proporcionales a  mg , reflejando cómo la derivación es independiente del tipo de fuerzas consideradas. Igualando estas dos expresiones se deriva esta expresión para la difusividad:
{\displaystyle {\frac {\overline {x^{2}}}{2t}}=D=\mu k_{B}T={\frac {\mu RT}{N}}={\frac {RT}{6\pi \eta rN}}.}
Aquí la primera igualdad se desprende de la primera parte de la teoría de Einstein, la tercera la igualdad se desprende de la definición de la constante de Boltzmann como  kB =  R / N , y la cuarta igualdad se deduce de la fórmula de Stokes para la movilidad. Midiendo el cuadrado medio del desplazamiento durante un intervalo de tiempo, junto con la constante universal de gas  R , la temperatura  T , la viscosidad η, y el radio de la partícula  r , el número de Avogadro  N puede ser determinado.
El tipo de equilibrio dinámico propuesto por Einstein no era nuevo. Se había señalado previamente por J. J. Thomson en su serie de conferencias en la Universidad de Yale en mayo de 1903 cuando el equilibrio dinámico entre la velocidad generada por un gradiente de concentración dado por la ley de Fick y la velocidad debido a la variación de la presión parcial causados cuando los iones se ponen en movimiento nos da un método de determinación de la constante de Avogadro que es independiente de cualquier hipótesis en cuanto a la forma o tamaño de las moléculas, o de la forma en la que actúan uno sobre el otro.
Una expresión idéntica a la fórmula de Einstein para el coeficiente de difusión también fue encontrada por Walther Nernst en 1888 en la que expresó el coeficiente de difusión como la relación de la presión osmótica a la relación de la fuerza de fricción y la velocidad a la que da lugar. El primero se equipara a la ley de Van't Hoff, mientras que el último fue dado por la ley de Stokes. Él escribe {\displaystyle k'=p_{0}/k} para el coeficiente de difusión k´, donde {\displaystyle p_{0}} es la presión osmótica y  k  es la relación de la fuerza de fricción con la viscosidad molecular que asume que está dada por la fórmula de Stokes para la viscosidad. Presentando la ley del gas ideal por unidad de volumen de la presión osmótica, la fórmula se vuelve idéntica a la de Einstein. El uso de la ley de Stokes en el caso de Nernst, así como en Einstein y Smoluchowski, no es estrictamente aplicable puesto que no se aplica al caso en que el radio de la esfera es menor en comparación con el recorrido libre medio.
En un primer momento las predicciones de la fórmula de Einstein fueron aparentemente refutadas por una serie de experimentos por Svedberg entre 1906 y 1907, lo que provocó el reemplazo del valor predicho de las partículas de 4 a 6 veces, y por Henri en 1908 que encontró cambios 3 veces mayor que la fórmula que Einstein predijo. pero las predicciones de Einstein finalmente fueron confirmadas gracias a una serie de experimentos llevados a cabo por Chaudesaigues en 1908 y Perrin en 1909. La confirmación de la teoría de Einstein constituyó un progreso empírico a la teoría cinética del calor. En esencia, Einstein demostró que el movimiento puede predecirse directamente desde el modelo cinético de equilibrio térmico. La importancia de la teoría radica en el hecho de que se confirmó el relato de la teoría cinética de la segunda ley de la termodinámica, siendo esencialmente una ley estadística.

## Metáfora intuitiva del movimiento browniano
Considere un gran balón de 10 metros de diámetro. Imagine este balón en un estadio de fútbol o cualquier otra área llena de gente. El balón es tan grande que permanece por encima de la muchedumbre. Las personas golpean el balón en diferentes momentos y direcciones de manera completamente aleatoria. Ahora, considere una fuerza ejercida durante cierto tiempo; podemos imaginar 20 personas empujando para la derecha y 21 para la izquierda y que cada persona está ejerciendo cantidades de fuerza equivalentes. En este caso las fuerzas ejercidas en el lado izquierdo y en el lado derecho no están equilibradas, favoreciendo al lado izquierdo, por lo que el balón se moverá ligeramente hacia la izquierda. Esta desproporción siempre existe, y es lo que causa el movimiento aleatorio. Si observáramos la situación desde arriba, de modo que no pudiéramos ver a las personas, veríamos el gran balón como un objeto animado por movimientos erráticos. 
Ahora volvamos a la partícula de polen de Brown nadando aleatoriamente en el agua. Una molécula de agua mide aproximadamente de 0.1 a 0.2 nm, mientras que la partícula de polen que Brown observó era de un orden de micrómetros (esto no debe ser confundido con la partícula actual de polen la cual mide en torno a 100 micrómetros). Así pues, la partícula de polen puede ser considerada como un gran balón empujado constantemente por las moléculas de agua (la muchedumbre). El movimiento browniano de las partículas en un líquido se debe al desequilibrio instantáneo en las fuerzas ejercidas por las pequeñas moléculas líquidas que rodean la partícula (las cuales están en un movimiento térmico aleatorio).

## Teoría

### Modelo de Smoluchowski
La teoría del movimiento browniano de Smoluchowski comienza a partir de la misma premisa que la de Einstein y deriva la misma distribución de probabilidad ρ(x, t) para el desplazamiento de una partícula browniana lo largo de x en un tiempo t. Por lo tanto, obtiene la misma expresión para la media al cuadrado: {\displaystyle {\overline {(\Delta x)^{2}}}}. Sin embargo, cuando se la relaciona con una partícula de masa m que se mueve a una velocidad u, la cual es resultado de una fuerza de fricción gobernada por la ley de Stokes, encuentra
{\displaystyle {\overline {(\Delta x)^{2}}}=2Dt=t{\frac {32}{81}}{\frac {mu^{2}}{\pi \mu a}}=t{\frac {64}{27}}{\frac {{\frac {1}{2}}mu^{2}}{3\pi \mu a}},}
donde μ es el coeficiente de viscosidad, y a es el radio de la partícula. La asociación de la energía cinética {\displaystyle mu^{2}/2} con la energía térmica RT/N, la expresión para el desplazamiento medio al cuadrado es 64/27 veces mayor que la dada por Einstein. La fracción 27/64 fue comentada por Arnold Sommerfeld en la necrología de Smoluchowski: "El coeficiente numérico de Einstein, que se diferencia de Smoluchowski por 27/64 sólo puede ser puesto en duda."
Smoluchowski intenta responder a la pregunta de por qué una partícula browniana debe ser desplazada por los bombardeos de partículas más pequeñas cuando las probabilidades de golpear hacia delante o hacia atrás son iguales. Con el fin de hacerlo, utiliza, sin saberlo, el teorema de votación, demostrado por primera vez por William Allen Whitworth en 1878. El teorema de la votación establece que si un candidato A puntúa m votos y el candidato B puntúa n-M la probabilidad a lo largo del recuento de que A tenga más votos que B es
{\displaystyle {\frac {[m-(n-m)]}{[m+n-m]}}={\frac {2m-n}{n}},}
no importa cuán grande pueda ser el número total de votos n. En otras palabras, si un candidato tiene una ventaja sobre el otro candidato, tenderá a mantener esa ventaja a pesar de que no haya nada a favor de ningún candidato en una votación.
Si la probabilidad de 'm' 'ganancias' y n - M pérdidas sigue un distribución binomial,
{\displaystyle P_{m,n}={\binom {n}{m}}2^{-n},}
con las mismas probabilidades de 1/2,  a priori, la ganancia media total es
{\displaystyle {\overline {2m-n}}=\sum _{m={\frac {n}{2}}}^{n}(2m-n)P_{m,n}={\frac {nn!}{2^{n}\left[\left({\frac {n}{2}}\right)!\right]^{2}}}.}
Si n es lo suficientemente grande para que la aproximación de Stirling pueda ser utilizada de la forma 
{\displaystyle n!\approx \left({\frac {n}{e}}\right)^{n}{\sqrt {2\pi n}},}
entonces la ganancia total que se prevé será
{\displaystyle {\overline {2m-n}}\approx {\sqrt {\frac {2n}{\pi }}},}
mostrando que aumenta como la raíz cuadrada de la población total.
Supongamos que una partícula browniana de masa M está rodeada de partículas más ligeras de masa m, que viajan a una velocidad u. A continuación, razona Smoluchowski, en cualquier colisión entre partículas que rodean a las brownianas y estas, la velocidad de transmisión de este último será mu/M. Esta relación es del orden de 10−7 cm/s. Pero también tenemos que tener en cuenta que en un gas habrá más de 1016 colisiones por segundo, y aún más en un líquido, donde se estiman 1020 colisiones por segundo. Algunas de estas colisiones tenderán a acelerar la partícula browniana; otras a desacelerarla. Si hay un exceso medio de un tipo de colisión u otro que sea del orden de 108 a 1010 colisiones por segundo, entonces la velocidad de la partícula browniana puede estar en cualquier lugar entre 10 y 1000 cm/s. Por lo tanto, a pesar de que existen probabilidades iguales de que se favorezca el movimiento hacia delante y hacia atrás, habrá una tendencia neta en las colisiones para mantener la partícula en movimiento browniano, al igual que predice el teorema de la votación.
Estos órdenes de magnitud no son exactos porque no tienen en cuenta la velocidad de la partícula browniana,  U , que depende de las colisiones que tienden a acelerar y desacelerar la misma. Cuanto mayor sea U, mayores serán las colisiones que retardarán la partícula, de manera que la velocidad de una partícula browniana nunca puede aumentar sin un límite. Podría ocurrir un proceso de este tipo, que sería equivalente a un movimiento perpetuo del segundo tipo. Y puesto que la equipartición de la energía se aplica, la energía cinética de la partícula browniana, {\displaystyle MU^{2}/2}, será igual, en promedio, a la energía cinética del fluido que rodea a la partícula,  {\displaystyle mu^{2}/2}.
En 1906, Smoluchowski publicó  un modelo unidimensional para describir una partícula sometida al movimiento browniano. El modelo asume colisiones con  M ≫ m donde  M  es la masa de la partícula de prueba y  m  la masa de una de las partículas individuales que componen el fluido. Se supone que las colisiones de partículas se limitan a una dimensión y que es igualmente probable que la partícula pueda ser golpeada desde la izquierda como desde la derecha. Se supone también que cada colisión siempre imparte la misma magnitud de ΔV . Si NR es el número de colisiones por la derecha, y  NL por la izquierda, entonces después de N colisiones, la velocidad de la partícula habrá cambiado por ΔV(2NR−N). La multiplicidad está dada, entonces, por:
{\displaystyle {\binom {N}{N_{R}}}={\frac {N!}{N_{R}!(N-N_{R})!}}}
y el número total de estados posibles está dado por 2N. Por lo tanto, la probabilidad de que una partícula sea golpeada por la derecha NR veces es
{\displaystyle P_{N}(N_{R})={\frac {N!}{2^{N}N_{R}!(N-N_{R})!}}}
Como resultado de su simplicidad, el modelo unidimensional de Smoluchowski puede describir solamente cualitativamente el movimiento browniano. Para una partícula real sometida al movimiento browniano en un fluido, muchos de los supuestos no se pueden hacer. Por ejemplo, el supuesto de que en promedio se produce un número igual de colisiones desde la derecha como desde la izquierda se desmorona una vez que la partícula está en movimiento. Además, habría una distribución de posibles ΔV diferentes en lugar de sólo uno en una situación real.

## Modelado con ecuaciones diferenciales
Las ecuaciones que rigen el movimiento browniano relacionan de forma ligeramente diferente a cada una de las dos definiciones de movimiento browniano indicadas al principio de este artículo.

### Matemáticas
En matemáticas, el movimiento browniano es descrito por el proceso de Wiener; un proceso estocástico de tiempo continuo nombrado en honor a Norbert Wiener. Es uno de los procesos más conocidos de Lévy (procesos estocásticos càdlàg con incrementos independientes estacionarios) y ocurre con frecuencia en matemáticas puras y aplicadas, la economía y la física.
El proceso de Wiener Wt está caracterizado por cuatro hechos:
1. W0 = 0
2. Wt es casi seguro continuo.
3. Wt tiene un incremento independiente.
4. {\displaystyle W_{t}-W_{s}\sim {\mathcal {N}}(0,t-s)} (para {\displaystyle 0\leq s\leq t}).

{\displaystyle {\mathcal {N}}(\mu ,\sigma ^{2})} denota la distribución normal con el valor esperado μ y la varianza σ2. Que la condición tenga incrementos independientes significa que si {\displaystyle 0\leq s_{1}<t_{1}\leq s_{2}<t_{2}} entonces {\displaystyle W_{t_{1}}-W_{s_{1}}} y {\displaystyle W_{t_{2}}-W_{s_{2}}} son valores independientes aleatorios.
Una caracterización alternativa del proceso de Wiener es la llamada caracterización de Lévy, que indica que es casi seguro que el proceso de Wiener esté en una martingala continua con W0 = 0 y variación cuadrática {\displaystyle [W_{t},W_{t}]=t}.
Una tercera caracterización es que el proceso de Wiener tiene una representación espectral como una serie de senos cuyos coeficientes son valores aleatorios {\displaystyle {\mathcal {N}}(0,1)} independientes. Esta representación se puede obtener usando el teorema de Karhunen-Loève.
El proceso de Wiener puede ser construido como la escalada límite del camino aleatorio, o de otros procesos estocásticos en tiempo discreto con incrementos independientes estacionarios. Esto se conoce como el teorema de Donsker. Al igual que el camino aleatorio, el proceso de Wiener es recurrente en una o dos dimensiones (lo que significa que se vuelve casi con seguridad a cualquier entorno fijo del origen infinitas veces) mientras que no es recurrente en la tercera dimensión ni en mayores. A diferencia del camino aleatorio, es una escala invariante.
La evolución temporal de la posición de la partícula browniana en sí puede describirse aproximadamente por la ecuación de Langevin, una ecuación que implica un campo de fuerza aleatorio que representa el efecto de las fluctuaciones térmicas del disolvente sobre la partícula browniana. En escalas de tiempo largas, el movimiento browniano matemático está bien descrito por una ecuación de Langevin. En pequeñas escalas de tiempo, los efectos de la inercia son frecuentes en la ecuación de Langevin. Sin embargo, el movimiento browniano matemático está exento de tales efectos inerciales. Tenga en cuenta que los efectos inerciales tienen que ser considerados en la ecuación de Langevin, de lo contrario la ecuación se convierte en singular. De manera que la simple eliminación de la inercia de esta ecuación no produciría una descripción exacta, sino más bien un comportamiento singular en el que la partícula no se mueve en absoluto.
La exposición matemática de esta definición corresponde a la ecuación que gobierna la evolución temporal de la función probabilística de densidad asociada con la ecuación de difusión de una partícula browniana, y en definitiva es una ecuación diferencial parcial.
Otras maneras de conseguir su modelo matemático consideran un movimiento browniano {\displaystyle B=(B_{t})_{t\in [0,\infty ]}} como un proceso de Gauss central con una función covariante {\displaystyle \mathrm {Cov} (B_{t},B_{s})=\mathop {\rm {min}} (t,s)} para toda {\displaystyle t,s\geq 0}. El resultado de un proceso estocástico se le atribuye a Norbert Wiener, quedó demostrado en la teoría de probabilidad, existente desde 1923, y se conoce con el nombre de proceso de Wiener. Muchos detalles importantes aparecen en sus publicaciones.
Hay muchas posibilidades de construir un movimiento browniano:
- La construcción abstracta por medio de esquemas de Kolmogórov, donde el problema viene con el aumento (o camino creciente).
- La construcción de Lèvy-Ciesielski: se induce este movimiento con ayuda de un sistema de Haar de {\displaystyle C([0,1])} a una base de Schauder, y se construye como un proceso estocástico con curva creciente.
- Sea {\displaystyle Z_{0}}, {\displaystyle Z_{1}}, … independiente, distribuida idénticamente y con distribución normal {\displaystyle \sim {\mathcal {N}}(0,1)}. Luego:

{\displaystyle S(t)=Z_{0}t+\sum _{k=1}^{\infty }Z_{k}{\frac {{\sqrt {2}}\sin(k\pi t)}{k\pi }}}

es un movimiento browniano.
Este fenómeno está muy relacionado también con la simulación de la cotización de las acciones.

### Física
La ecuación de difusión ofrece una aproximación de la evolución temporal de la función de densidad de probabilidad asociada a la posición de la partícula que va bajo un movimiento browniano en la definición física. La aproximación es válida en escalas de tiempo cortas.
El desplazamiento de una partícula sometida a un movimiento browniano se obtiene resolviendo la ecuación de difusión en condiciones adecuadas y obteniendo la media cuadrática de la solución. Esto demuestra que el desplazamiento varía como la raíz cuadrada del tiempo (no linealmente), lo que explica por qué los resultados experimentales anteriores relativos a la velocidad de las partículas brownianas dieron resultados sin sentido. Una dependencia lineal temporal está mal asumida.
Sin embargo, a escalas de tiempo muy cortas, el movimiento de una partícula está dominada por su inercia, y su desplazamiento será dependiente linealmente en tiempo: Δx = vΔt. Así que la velocidad instantánea del movimiento browniano se puede medir como v = Δx/Δt, cuando Δt << τ, donde τ es el tiempo de relajación. En 2010, la velocidad instantánea de una partícula browniana (una microesfera de vidrio atrapada en el aire con una pinza óptica) se midió correctamente. Los datos de la velocidad verificaron la distribución de velocidad de Maxwell-Boltzmann, y el teorema de equipartición para una partícula browniana.
El movimiento browniano puede ser modelado por un camino aleatorio. Los caminos aleatorios en medios porosos son anómalos.
En casos generales, el movimiento browniano no es un proceso aleatorio de Markov y se describe por las ecuaciones integrales estocásticas.

## Caracterización de Lévy
El matemático francés Paul Lévy propuso el siguiente teorema, que da una condición necesaria y suficiente para que un proceso estocástico continuo con valores en Rn sea un movimiento browniano n-dimensional. Así, la condición de Lévy puede utilizarse como una definición alternativa de movimiento browniano. 
Sea X = (X1, ..., Xn) un proceso estocástico continuo en un espacio probabilístico (Ω, Σ, P) tomando valores en Rn. Son equivalentes:
1. X es un movimiento browniano con respecto a P. Es decir, la ley de  X con respecto a P es la misma que la de un movimiento browniano n-dimensional, o sea, la medida imagen X∗(P) es una medida clásica de Wiener en C0([0, +∞); Rn).
2. X es una martingala con respecto a P (y su propia filtración natural), y para todo 1 ≤ i, j ≤ n, Xi(t)Xj(t) −δijt es una martingala con respecto a P, donde δij denota una delta de Kronecker.

## Variedad de Riemann

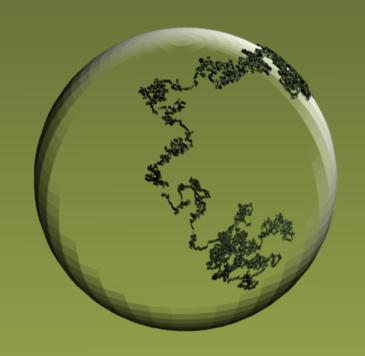
Movimiento browniano en una esfera bidimensional

El generador infinitesimal (y, por lo tanto, el generador característico) de un movimiento browniano en Rn puede calcularse fácilmente en ½Δ, donde Δ denota un operador laplaciano. Esta observación es útil al definir un movimiento browniano en una variedad de Riemann mdimensional (M, g): un movimiento browniano M se define como una difusión en M cuyo operador característico {\displaystyle {\mathcal {A}}} en coordenadas locales xi, 1 ≤ i ≤ m, está dado por ½ΔLB, donde ΔLB es el operador de Laplace-Beltrami dado en las coordenadas por

{\displaystyle \Delta _{\mathrm {LB} }={\frac {1}{\sqrt {\det(g)}}}\sum _{i=1}^{m}{\frac {\partial }{\partial x_{i}}}\left({\sqrt {\det(g)}}\sum _{j=1}^{m}g^{ij}{\frac {\partial }{\partial x_{j}}}\right),}

donde [gij] = [gij]−1 en el sentido de una matriz cuadrada inversa.

## El movimiento gravitacional
En dinámica estelar, un cuerpo masivo (estrella, agujero negro, etc.) puede experimentar el movimiento browniano ya que responde a las fuerzas gravitacionales de las estrellas de alrededor. La velocidad media cuadrática V del objeto masivo, de masa M, está relacionada con la velocidad media cuadrática {\displaystyle v_{\star }} del fondo de estrellas por
{\displaystyle MV^{2}\approx mv_{\star }^{2}}
donde {\displaystyle m\ll M} es la masa del fondo estelar. La fuerza gravitacional del objeto masivo hace que las estrellas cercanas se muevan más rápido de como lo harían, aumentando tanto {\displaystyle v_{\star }} como V. La velocidad browniana de Sgr A*, el agujero negro supermasivo del centro de la Vía Láctea, se obtiene de esta fórmula, resultando menor a 1 km s−1.

## La salida estrecha
El problema de la salida estrecha es un problema omnipresente en la biología, biofísica y biología celular que tiene la siguiente formulación: una partícula browniana (ion, molécula, o proteína) se limita a un dominio acotado (un compartimento o una célula) por un límite que refleja, a excepción de una pequeña ventana a través de la que puede escapar. El problema de escape estrecho es el de calcular el tiempo medio de escape. Este tiempo diverge tanto como la ventana se contrae, reduciendo así el cálculo a un problema de perturbaciones singulares.

## El movimiento browniano en la literatura
El siguiente fragmento es del capítulo 34 de la novela Rayuela, de Julio Cortázar:

Maga, vamos componiendo una figura absurda, dibujamos con nuestros movimientos una figura idéntica a la que dibujan las moscas cuando vuelan en una pieza, de aquí para allá, bruscamente dan media vuelta, de allá para aquí, eso es lo que se llama movimiento brownoideo, ¿ahora entendés?, un ángulo recto, una línea que sube, de aquí para allá, del fondo al frente, hacia arriba, hacia abajo, espasmódicamente, frenando en seco y arrancando en el mismo instante en otra dirección, y todo eso va tejiendo un dibujo, una figura, algo inexistente como vos y como yo, como los dos puntos perdidos en París que van de aquí para allá, de allá para aquí, haciendo su dibujo, danzando para nadie, ni siquiera para ellos mismos, una interminable figura sin sentido.

Otra novela en la que aparece el movimiento browniano es Un viaje alucinante, de Isaac Asimov, novela en la que un equipo de científicos son miniaturizados a escala bacteriana y son introducidos en el torrente sanguíneo de un paciente en un submarino, detallándose los encuentros con distintos elementos como células, bacterias o virus, peripecia en la que sufren los efectos de dicho movimiento.